# إسكاثو (كوستاريكا)

مقاطعة إسكاثو في محافظة سان خوسيه

إسكاثو، وهو اسم الكانتون الثاني بمحافظة سان خوسيه في بكوستاريكا، وتغطي هذا الكانتون مساحة 34,49 كم². ويمتد الكانتون على غرب كانتون سان خوسيه ويشكل الكانتون كله جزءا من مدينة سان خوسيه.
على الرغم من أن هذا الكانتونة كان إحدا أولى الكانتونات المؤسسة في المحافظة فإن مساحته وسعت وأصبحت منطقة راقية على الطرف الغربي من العاصمة سان خوسيه، وخططت من قبل نهر تيريبي على الضفة الشمالية، تشكل قمة سيرّو سيدرال في سيرّوس ذي إسكاثو الحدود الجنوبية للكانتون.
و تشكل المناطق المدنية ملجأً لـ 79.8% من سكانها، الأطفال تحت سن العاشرة 17.88% و 6.05% من كبار السن (فوق 65 عاما).

## المقاطعات
يتألف كانتون إسكاثو من ثلاث مقاطعات:
1. إسكاثو
2. سان أنطونيو
3. سان رافاييل

## تاريخ المقاطعة
تم تأسيس مقاطعة إسكاثو في 7 كانون الأول، 1848، وتأتي تسميتها باسم "Escazú" من الكلمة المحلية "Izt-kat-zu" والتي تعني صخرة الراحة، كما تقول القصة أن الهنود اللذين هاجروا من جنوب سان خوسيه إلى باكاكا واللذين اعتادوا على الوقوف في هذه المكان والراحة عنده، والذي كان منتصف القريتين. السكان الأولون كانوا من قبائل غيتيراس وواكا. في عام 1755، تم إخلاء المكان من القرويون وذهبوا إلى سان خوسيه بالقوة. بين عامي 1796 و 1799 تم بناء كنيسة سان ميكال لمساعدة الناس اللذين كانوا في المنطقة. وبحلول عام 1801 وصل عدد سكان إسكاثو إلى حوالي 1,325 نسمة، وفي 28 أيار، 1920 منحت حكومة كوستاريكا إسكاثو اسم «مدينة إسكاثو» رأس المقاطعة. يسميها السكان المحليون «لا سويذاد دي لاس بروخاس» والتي تعني مدينة السحر.

## المعالم الرئيسية
تتضمن المعالم الرئيسية في المقاطعة نادي كوستاريكا ومركز تسوق ملتي بلازا وأفينيذا إسكاثو والعديد من الأماكن الجميلة الأخرى، وتعد مدينة إسكاثو مركزاً للعديد من البعثات الدبلوماسية. بما فيها مكان إقامة سفير الولايات المتحدة.